# Kaatsland (Sneek)
Het Kaatsland is een voormalig sportpark in de gemeente Sneek.
De historie van het sportpark gaat terug tot voor 1772. Kroniekschrijver Eelco Napjus schrijft in dat jaar al over het sportpark, dat eigendom was van het Old Burger Weeshuis. Het sportpark werd beschreven als: "Het zogenaamde Kaatsland, het welke aan het Old Burger Weeshuis in Eigendom toebehoort: maar aan de jeugd toegelaten wordt, om daar te oefenen in het kaatsen". In 1809 wordt hier een wandelplaats aangelegd.
Het veld zou ook worden gebruikt voor diverse demonstraties, waaronder de 1 mei-betoging van de Vrije Socialisten van 1981. Het terrein is ook in gebruik als oefenterrein van de Sneker schutterij.
Begin twintigste eeuw richt de gemeente Sneek een verkeerspark in op het terrein, dat al spoedig weer zal worden gesloten. In de jaren tachtig is KV de Waterpoort de gebruiker van het park en richt men in 1987 naast het veld clubhuis Het Praatvak op.Ook de zaterdagafdeling van de voetbalvereniging Hubert Sneek speelde eind jaren 70, begin jaren 80 hier hun competitiewedstrijden.
In 2002 sluit de gemeente het park om daar plaats te maken voor nieuwbouw. Op het terrein verrijst een schoolgebouw.